# Lucena (Quezon)
Lucena é uma cidade de segunda classe de renda da cidade na província Calabarzon, nas Filipinas. De acordo com o censo de 1 maio  de  2020 possui uma população de 278 924 pessoas e 66 905 domicílios.